# إميل إيديه
إميل إيديه (بالفرنسية: Émile Idée)‏ ولد بتاريخ 19 يوليو 1920 في فرنسا، هو دراج فرنسي سابق في صنف سباق الدراجات على الطريق.

## سجل النتائج

### سباقات أو مراحل فاز بها
- طواف فرنسا

## روابط خارجية
- إميل إيديه على موقع أرشيف الدراجات (الإنجليزية)
- إميل إيديه على موقع إحصائيات الدراجات الإحترافية (الإنجليزية)
- إميل إيديه على موقع CycleBase (الإنجليزية)
- الموقع الرسمي